# Hallsbergs landskommun
Hallsbergs landskommun var en tidigare kommun i Örebro län. 

## Administrativ historik
Kommunen inrättades i Hallsbergs socken i Kumla härad när 1862 års kommunalförordningar trädde i kraft den 1 januari 1863. I kommunen inrättades 31 augusti 1883 Hallsbergs municipalsamhälle. Detta med kringliggande område bröts ut ur landskommunen 1908 och bildade Hallsbergs köping. Vid kommunreformen 1952 lämnades landskommunen oförändrad. 1963 uppgick denna landskommun i Hallsbergs köping. Området tillhör sedan 1971 Hallsbergs kommun.
Kommunkoden 1952-1963 var 1812.

### Kyrklig tillhörighet
I kyrkligt hänseende tillhörde kommunen Hallsbergs församling.

## Geografi
Hallsbergs landskommun omfattade den 1 januari 1952 en areal av 109,45 km², varav 102,15 km² land. Efter nymätningar och arealberäkningar färdiga den 1 januari 1960 omfattade landskommunen den 1 november 1960 en areal av 111,95 km², varav 104,07 km² land.

### Tätorter i kommunen 1960
| Tätort             | Folkmängd |
| ------------------ | --------- |
| Långängen          | 483       |
| Hallsberg, del ava | 290       |

Tätortsgraden i kommunen var den 1 november 1960 45,1 procent.

## Politik

### Mandatfördelning i valen 1938-1958
| 14 | 6 | 5 |

| 25 |

|  | 14 | 5 | 5 |

| 25 |

| 3 | 11 | 6 | 5 |

| 25 |

|  | 15 | 4 | 4 |  |

| 24 |

| 2 | 14 | 3 | 4 | 2 |

| 23 |

|  | 14 | 5 | 3 | 2 |

| 22 |